# Матфрид (граф Меца)
Матфрид (Matfried) (ум. 19 августа около 930) — граф Меца из рода Матфридингов.

## Биография
Брат Стефана (ум. после 900) — графа Шомона; Валахо (Вало) (ум. после 900); Герхарда (870/75 — убит в бою 22 июня 910) (он тоже был графом Меца), и Рихера (ум. 945) — аббата Прюма с 892, епископа Льежа с 920 г.
Вероятно, братья приходились близкими родственниками или даже сыновьями графу Адальхарду IV (ум. 890), светскому аббату Эхтернаха (878—890).
Регино Прюмский рассказывает, что в 897 году король Цвентибольд конфисковал владения графов Стефана, Одакара, Герхарда и Матфрида, но вскоре они помирились. Однако война возобновилась, и в 900 г. Цвентибольд погиб в сражении с войском Стефана, Герхарда и Матфрида.
Граф Матфрид вместе с другими князьями упоминается в нескольких документах французского короля Карла III Простоватого. Дату его смерти сообщает Liber Memorialis of Remiremont.

## Брак и дети
Жена — Лантсинда, дочь Радальда и Ротруды, сестра епископа Дадо. Дети:
- Адальберт (погиб в бою 27 января или 10 февраля 944), граф Меца.
- Берноин (ум. 939), епископ Вердена с 928.
- дочь, жена некоего Ламберта.